# 1945 na arte

## Eventos
- Carnaval - A Portela conquista o pentacampeonato no carnaval carioca.
- 24 de junho - É fundada a escola de samba Unidos do Viradouro.
- 16 de novembro - Foi fundada a UNESCO (Organização das Nações Unidas para a Educação, a Ciência e a Cultura)

## Nascimentos
| Data          | Nome            | Profissão                                       | Nacionalidade | Observações | Ref |
| ------------- | --------------- | ----------------------------------------------- | ------------- | ----------- | --- |
| 22 de janeiro | Fernando Ikoma  | pintor e desenhista                             | Brasil        |             |     |
| 8 de março    | Anselm Kiefer   | pintor e escultor                               | Alemanha      |             |     |
| 14 de junho   | Jörg Immendorff | pintor, escultor, cenógrafo e professor de arte | Alemanha      | m. 2007     |     |
| ??            | Henrique Manuel | desenhador, pintor e artista gráfico            | Portugal      | m. 1993     |     |

## Mortes
| Data            | Nome                       | Profissão                                                   | Nacionalidade   | Observações | Ref |
| --------------- | -------------------------- | ----------------------------------------------------------- | --------------- | ----------- | --- |
| 25 de fevereiro | Mário de Andrade           | escritor, crítico de arte, musicólogo, professor e ensaísta | Brasil          | n. 1893     |     |
| 22 de abril     | Käthe Kollwitz             | desenhista, pintora, gravurista e escultora                 | Alemanha        | n. 1867     |     |
| 24 de abril     | Ernesto De Fiori           | pintor, desenhista e escultor                               | Itália          | n. 1884     |     |
| 17 de maio      | Pietro Campofiorito        | pintor, arquiteto, decorador, cenógrafo, e professor        | Itália / Brasil | n. 1875     |     |
| 24 de junho     | José Luis Gutiérrez Solana | pintor e escritor                                           | Espanha         | n. 1886     |     |
| 22 de julho     | Veloso Salgado             | pintor                                                      | Portugal        | n. 1864     |     |
| ?               | Rodolfo Pinto do Couto     | escultor                                                    | Portugal        | n. 1888     |     |

## Prémios
- Prémio Valmor e Municipal de Arquitectura 1945 - António Maria Veloso dos Reis Camelo[1].